# Троеперстие

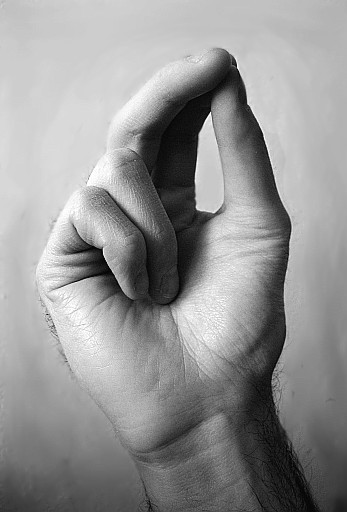
Рука, сложенная в троеперстии

Троепе́рстное сложе́ние; Троепе́рстное кре́стное зна́мение — принятое в современном (со средних веков) православии (и некоторых иных древних восточных церквях) сложение пальцев правой руки при совершении крестного знамения или благословения (мирянином).

## История
Вошло в употребление в Константинополе в период между 1172 и 1274 годом (точно когда, — неизвестно); о причинах перемены обычая сведений нет. Первое упоминание о троеперстии содержится в полемическом художественном произведении неизвестного автора «Прение Панагиота с Азимитом», написанном между 1274 годом  и 1282 годом.
Распространённое (наряду с иными вариантами) ранее двуперстное сложение отражало христологическую символику: два поднятых перста символизируют две природы Иисуса Христа — божественную и человеческую; троеперстное символизирует также и исповедание Святой Троицы.
В Русском царстве троеперстие было официально введено в ходе реформ Московского Патриарха Никона в 1650-х; но и прежде — вплоть до патриаршества Патриарха Московского Иосифа — троеперстие имело «значительную степень распространения» в Северо-Восточной Руси, хотя и было осуждаемо.
Сторонники никоновской реформы оказались объектом критики со стороны старообрядцев, не признавших троеперстия.